# Manuel Frigo
Manuel Frigo (Cittadella, 18 februari 1997) is een Italiaanse zwemmer. Hij vertegenwoordigde zijn vaderland op de Olympische Zomerspelen 2020 in Tokio.

## Carrière
Bij zijn internationale debuut, op de wereldkampioenschappen zwemmen 2019 in Gwangju, eindigde Frigo samen met Santo Condorelli, Luca Dotto en Alessandro Miressi als vierde op de 4×100 meter vrije slag, op de 4×100 meter wisselslag strandde hij samen met Simone Sabbioni, Nicolò Martinenghi en Federico Burdisso in de series. Samen met Alessandro Miressi, Ilaria Bianchi en Federica Pellegrini eindigde hij als achtste op de gemengde 4×100 meter vrije slag. Op de gemengde 4×100 meter wisselslag zwom hij samen met Margherita Panziera, Nicolò Martinenghi en Elena Di Liddo in de series, in de finale eindigde Di Liddo samen met Simone Sabbioni, Fabio Scozzoli en Federica Pellegrini op de zesde plaats. Op de Europese kampioenschappen kortebaanzwemmen 2019 in Glasgow werd de Italiaan uitgeschakeld in de series van de 100 meter vrije slag.
In Boedapest nam hij deel aan de Europese kampioenschappen zwemmen 2020. Op dit toernooi strandde hij in de series van de 100 meter vrije slag, samen met Alessandro Miressi, Lorenzo Zazzeri en Thomas Ceccon veroverde hij de bronzen medaille op de 4×100 meter vrije slag. Op de 4×200 meter vrije slag zwom hij samen met Matteo Ciampi, Filippo Megli en Marco De Tullio in de series, in de finale behaalden Ciampi en De Tullio samen met Stefano Ballo en Stefano Di Cola de bronzen medaille. Samen met Thomas Ceccon, Chiara Tarantino en Silvia di Pietro zwom hij in de series van de gemengde 4×100 meter vrije slag, in de finale legden Ceccon en Di Pietro samen met Alessandro Miressi en Federica Pellegrini beslag op de bronzen medaille. Voor zijn aandeel in beide estafettes ontving Frigo de bronzen medaille. Tijdens de Olympische Zomerspelen van 2020 in Tokio sleepte Frigo samen met Alessandro Miressi, Thomas Ceccon en Lorenzo Zazzeri beslag op de zilveren medaille.

## Internationale toernooien
| Jaar | Olympische Spelen                         | WK langebaan | WK kortebaan                              | EK langebaan | EK kortebaan                              |
| ---- | ----------------------------------------- | --- | ----------------------------------------- | --- | ----------------------------------------- |
| 2019 |                                           | 4e 4×100m vrije slag 13e 4×100m wisselslag 8e 4×100m vrije slag gemengd 6e 4×100m wisselslag gemengd Frigo zwom enkel de series |                                           | | 28e 100m vrije slag                       |
| 2020 | Geen toernooien vanwege de coronapandemie | Geen toernooien vanwege de coronapandemie                                                                                       | Geen toernooien vanwege de coronapandemie | Geen toernooien vanwege de coronapandemie | Geen toernooien vanwege de coronapandemie |
| 2021 | 4×100m vrije slag                         | | 16-21 december                            | 19e 100m vrije slag · 4×100m vrije slag · 4×200m vrije slag · Frigo zwom enkel de series · 4×100m vrije slag gemengd · Frigo zwom enkel de series | 2-7 november                              |

## Persoonlijke records
Bijgewerkt tot en met 26 juni 2021
Kortebaan
| Afstand         | Tijd    | Datum            | Plaats   |
| --------------- | ------- | ---------------- | -------- |
| 50m vrije slag  | 22,16   | 1 december 2018  | Riccione |
| 100m vrije slag | 47,86   | 20 december 2020 | Verona   |
| 200m vrije slag | 1.46,81 | 1 december 2018  | Riccione |

Langebaan
| Afstand         | Tijd    | Datum           | Plaats   |
| --------------- | ------- | --------------- | -------- |
| 50m vrije slag  | 22,33   | 2 augustus 2019 | Rome     |
| 100m vrije slag | 48,54   | 26 juni 2021    | Rome     |
| 200m vrije slag | 1.48,89 | 2 april 2021    | Riccione |